# بيجماليون (مسرحية)
بيجماليون هي مسرحية كتبها جورج برنارد شو، سُمّيت على اسم شخصية أسطورية يونانية. وعُرِضَت على خشبة المسرح للجمهور لأول مرة في عام 1913.
تدور أحداث المسرحية حول البروفسور هنري هيجينز، أستاذ علم الصوتيات، الذي يراهن على أنه يستطيع تدريب الفتاة الفقيرة، إيليزا دوليتل، التي تبيع الورود وتتحدث بطريقة سوقية، لأداء دور دوقة في حفل يقام في حديقة السفير وذلك من خلال تعليمها أصول الأرستقراطية. ويرى أن أهم ما يجب أن تتعلمه في هذه الأصول هو التحدث بشكل سليم. تهجو المسرحية النظام البريطاني الطبقي في ذاك الوقت كما تُسلّط الضوء على استقلالية المرأة.
في أحد الأساطير اليونانية القديمة، وقع بيجماليون في الحب مع واحدة من تماثيله، والتي دبّت بها الروح بعد ذلك. كانت الفكرة العامة لهذه الأسطورة موضوعًا متداول بين كُتاب المسرح في العصر الفيكتوري الإنجليزى.
أشار برنارد شو إلى أن شخصية الأستاذ هنري هيجينز هي مستوحاة من العديد من أساتذة الصوتيات البريطانيين مثل: أليكساندر ميلفيل بيل، أليكساندر جى إليس، تيتو باجليارديني، وأهمهم، كانتوريكان هنري سويت.

## الإصدار الأول

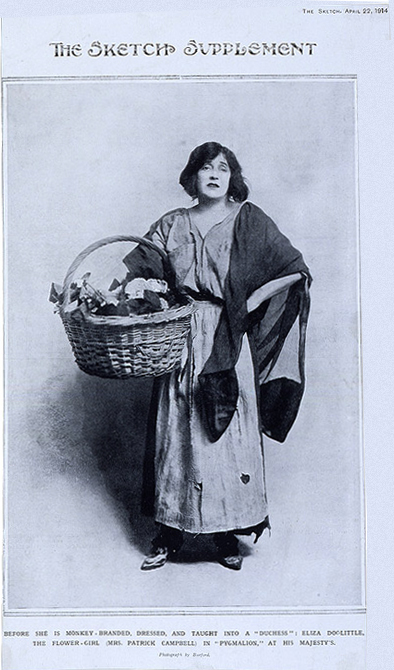
.

كتب شو المسرحية في أوائل عام 1912 وقراءها للممثلة الشهيرة باتريك كامبل في شهر يونيو من هذا العام. وقد وافقت على الفور ولكن إصابتها بالانهيار العصبي الطفيف، الذي أدى إلى تأخير الإنتاج في لندن. كان العرض الأول لبيجماليون على مسرح هوفبرج في فيينا في 16 أكتوبر 1913، مُترجم للغة الألمانية من قِبَل الوكيل الأدبي لشو ومساعده في فيينا سيغفريد تريبيتسش. الإنتاج الأول لها كان في نيويورك في 24 مارس 1914 على مسرح إيرفينغ بلاس باللغة الألمانية. وتم عرضها في لندن لأول مرة في 11 أبريل 1914، على مسرح السير هربرت بيربوهم تري صاحب الجلالة وتألقت السيدة كامبل في دور اليزا وتري في دور هيجينز، ثم استمرت المسرحية لـ118 عرضًا على خشبة المسرح.

## الحبكة الدرامية
كان شو مدركًا للصعوبات التي سيواجهها في تنظيم تمثيل كامل لعمل مسرحي. وقد اعترف في «مذكرة للتقنيين» بأن مثل هذا العمل سيكون ممكنًا فقط على شاشة السنيما أو على مسارح مُجهّزة بالآلات المُعقّدة للغاية، وقد رشّح بعد المشاهد للحذف إذا لزم الأمر. من بين تلك المشاهد، مشهد قصير في نهاية الفصل الأول تعود فيه إليزا إلى المنزل، ومشهد آخر في في الفصل الثاني تُبدي فيه إليزا عدم رغبتها في خلع ملابسها للاستحمام، ومشاهد أُخرى في حفل الرقص المقام في السفارة في الفصل الثالث، بالإضافة إلى مشهد يجمع بين إليزا وفريدي في الفصل الرابع.

## روابط خارجية
- بجماليون على موقع الموسوعة البريطانية (الإنجليزية)